# لا دوري (كيبك)
لا دوري (بالإنجليزية: La Doré, Quebec)‏ هي بلدية محلية في كيبيك تقع في كندا في Le Domaine-du-Roy Regional County Municipality. يقدر عدد سكانها بـ 1,453 نسمة ومساحتها 297.10 كم2 .